# Собенников Петро Петрович
Собе́нников Петро́ Петро́вич (*1 (13) липня 1894, Кронштадт — †14 серпня 1960, Москва) — радянський воєначальник, генерал-лейтенант, командувач військами Північно-Західного фронту в роки Другої світової війни.

## Біографія
Народився у Кронштадті у дворянській сім'ї (батько отримав дворянство за мужність і героїзм проявлені у російсько-турецькій війні 1877—1878). Із 1914 року служив у Російській імператорській армії. Закінчив Миколаївське кавалерійське училище (1916). Учасник Першої світової війни. Корнет.
У 1918 році вступив на службу до Червоної Армії. Під час Громадянської війни в Росії був командиром кавалерійського взводу, старшим помічником начальника штабу і начальником штабу, командиром 13-ї кавалерійської дивізії на Далекому Сході. Керував розгромом білогвардійського корпусу генерала Бакича у китайській провінції Сінцзян у 1921 році. За цю операцію був нагороджений орденом Червоного Прапора.
Після війни був помічником інспектора кавалерії РСЧА, інспектором кавалерії ОКДВА, командиром 8-ї кавалерійської дивізії. Із 1939 року — викладач загальної тактики у Військовій академії імені Фрунзе. Із 1940 року — заступник генерал-інспектора кавалерії РСЧА та редактор журналу «Красная конница». Із березня 1941 року командував 8-ю армією Прибалтійського особливого військового округу.￼
На початку німецько-радянської війни 8-ма армія генерал-майора Собенникова вела важкі оборонні бої у Литві. Незважаючи на втрати, Собенников наніс контрудар під Шяуляєм та зміг відвести свою армію за Західну Двіну.
Із 3 липня 1941 року — командувач військами Північно-Західого фронту. Собенников був єдиним радянським воєначальником, який командував фронтом у званні генерал-майора. На цій посаді Собенников спробував зупинити німецький наступ на Ленінград і перейти в контрнаступ. Було завдано успішний контрудар під Сольцами, який затримав німців на цілий місяць.
У кінці серпня 1941 року 34-та армія генерала Качанова невдало нанесла контрудар під Старою Руссою і була розбита. За цю поразку генерали Качанов і Гончаров були розстріляні, а Собенников знятий з посади.
Із 5 вересня 1941 року Собенников командував 43-ю армією Резервного фронту. Під час Вяземської битви армія була розгромлена німецькими військами. Собенников був знятий з посади та відданий під суд. У 1942 році за вироком суду знижений у званні до полковника і позбавлений військових нагород.
У 1942—1945 роках — заступник командувача 3-ї армії на Брянському, 3-му і 1-му Білоруських фронтах. Відзначився у багатьох боях, йому було повернуто звання і нагороди, згодом він дослужився до генерал-лейтенанта.
Після війни — на керівних посадах у Радянській армії.

## Твори
- Собенников П. Ликвидация Бакича. // Красная конница. — 1935. С. 51-58.